# Luc Joly
 (août 2020).
Luc Joly, né à Genève le 11 mars 1933, est un artiste peintre, sculpteur, dessinateur et enseignant suisse.
Ayant passé son enfance dans la période de la seconde guerre mondiale, il développe très tôt un sens de la récupération, construisant ses jouets de tout ce qui lui tombe sous la main, qui marquera durablement sa pratique sculpturale dans le sens du ready-made, et dessinant sur des matériaux récupérés, ce qui en fera un adepte du collage, d'inspiration dadaïste. 
Sa pratique artistique à la croisée des différents médias que sont la sculpture, l’écriture, la peinture et le dessin, est nourrie d’une quête phénoménologique visant à établir une grammaire de la géométrie, des formes et de leur sémantique.
Fuyant toute catégorisation explicite de son art, Luc Joly produit des œuvres à mi-chemin entre le cubisme, le néo-expressionnisme, le surréalisme, et les recherches pédagogico-artistiques du Bauhaus. Son sujet de prédilection est le portrait, qu’il considère comme le miroir du caractère des individus, ce qui ajoute une dimension d’enquête psychologique à sa démarche artistique.
Il vit et travaille à Divonne-les-Bains.

## Biographie
Luc Joly est né le 11 mars 1933, à Genève. Sa mère est une paysanne de Haute-Savoie. Son père, un boulanger, reconverti plus tard en gendarme, originaire de Bassecourt, dans le Jura.
Luc Joly effectue une maturité scientifique au Collège de Genève, terminée en 1952. Il effectue ensuite un diplôme de l’Ecole normale de dessin et une licence pédagogique à l’Université de Genève, qu’il termine en 1956.

Entre 1956 et 1969, il enseigne la géométrie, la perspective et le dessin à l’Ecole des arts décoratifs de Genève. En 1969, il est également chargé de l’enseignement de la géométrie, de la perspective et des théories de la forme à l’Ecole supérieure d’art visuel de Genève, où il crée, en 1971, l’Atelier de structuration. De cette époque, Luc Joly dira qu’il était regardé de haut par ses collègues enseignant les branches artistiques, quand lui était cantonné à la technique.
Cet enseignement aurait pu être une voie de garage, m’étouffer et me déprimer. C’est le contraire qui se produisit. Des collègues responsables d’ateliers de figures, de modelage, de peinture ou de dessin se lamentaient en suçant leur pipe à la terrasse des bistros, en attendant que leurs étudiants se révèlent à eux-mêmes. L’art ne s’enseigne pas ! Je lus le Degré zéro de l’écriture et Roland Barthes me fit penser que, dans le domaine des formes, nos projections physiques et mentales sont nos références constantes et non culturelles. Elles engendrent notre seul et unique vocabulaire originel et universel. Nos gestes primordiaux et nos mimiques, dessin, écriture ou fabrique en découlent — Luc Joly, in Luc Joly, Werke und Texte, 2009. 
En 1956, il effectue un stage à l’Ecole des Beaux-Arts de Paris, suivi d’un séjour à Rome en 1956, puis d’une série de voyages à partir de 1958.
C’est en 1960 qu’il rencontre Rainer Michael Mason, futur Conservateur du  Cabinet des estampes du Musée d’art d’histoire de Genève], qui préfacera plus tard son ouvrage pédagogique Structure, ainsi que Forme et Signe, disant de ce dernier qu’il « procède à une mise en ordre objective précisant les données d’une sorte de vocabulaire plastique de base. »
En 1970, il participe au concours Boris Oumansky, au Musée de l’Athénée, à Genève, intitulé « le meuble créé par l’artiste », pour lequel il finira sur le podium avec Gérald Ducimetière et Markus Raetz. 
Pressenti en 1971 pour diriger l’Ecole des Beaux-arts de Genève ou le décanat de l’Ecole des Arts Décoratifs, Luc Joly préfère créer l’Atelier de Structuration de L’ESAV.
Pendant la grève générale contre la dictature du général Pinochet, en 1974, Luc Joly effectue, à pied, la traversée de Temuco au Chili à San Junin de los Andes en Argentine. À Buenos Aires, la même année, il fait la rencontre de Jorge Luis Borges, de Mario Botta et d’Adolfo Perez Esquival. Il expose au Centro de Arte y Comunicación.
C’est immobilisé à l’Hôpital universitaire de Genève par une hernie discale en 1975, que Luc Joly entreprend la conception et l’écriture de son ouvrage Structure sur la géométrie classique.
Une année plus tard, à la Rhode Island School of Design aux USA, il organise un workshop reprenant des éléments de son cours de structuration, puis un séminaire à l’Escuela de Bellas Artes du Costa Rica. Durant cette année sabbatique, en 1976, Luc Joly entreprend une enquête sur l’origine des formes géométriques auprès de personnes de différents âges et cultures, rencontrées pendant quatre mois en Europe et dans les Amériques, dont des Indiens Carajàs au Mato-Grosso ainsi que des Indiens Aymaras des Andes. Le résultat de cette enquête est publié dans son ouvrage Forme et signe.
En 1985, à la Editart de Genève, Luc Joly rencontre Michel Butor, avec qui il entamera une correspondance et une collaboration étendue sur de nombreuses années, durant lesquelles l'artiste et l'écrivain dialogueront à partir d'une interaction textes-images. Dans l'esprit CoBrA, inspiré par l'échange entre Christian Dotremont et Asger Jorn, Luc Joly et Michel Butor réaliseront cinq expositions de leurs travaux entre 1986, et 2012.  
Résidant aujourd'hui à Divonne-les-Bains, Luc Joly continue d'exposer, de peindre, d'écrire, de dessiner, et de dialoguer, comme il l'a toujours fait.

## Expositions individuelles
- 1964 Galerie-Club Migros, Genève: «Dessins»
- 1972 Myriades Diffusion, Krugier & Cie, Genève: «Multiples»
- 1974 Multipla-Mela, Sao Paulo, Brésil: «Empreintes»
- 1976 Thaddeus Mc Dowell, Martha's Vineyard, Mass./USA: «BeIt-BuckIes as Sculptures»
- 1976 Foyer du Grand Théâtre, Genève. Pendant «La veuve joyeuse» de Franz Lehar: «Femme-Mère-Terre»
- 1976 Restaurant Le Mélèze, Grimentz: «Sculptures en matériaux récupérés». Création de la cheminée centrale
- 1976 Musée cantonal des Beaux-Arts, Lausanne. Rencontre avec...: «Rencontre avec la Terre»
- 1979 Galerie Aujourd'hui, Genève: «lmages multiples, vision de jour — forme de nuit»
- 1979 Galerie du Pré Carré, Porrentruy: «Jeu de figures». Rencontre et amitié avec Pablo Cuttat
- 1979 Une estampe par ville dans 21 villes de Suisse sur les panneaux de la Société générale d'affichage (SGA-SPG)
- 1980 Présentation au CERN, Genève: «Proton pardon»
- 1980 Musée cantonal des Beaux-Arts, Lausanne. Rencontre avec.... «Formes de vie»
- 1980 Galerie Planque, Lausanne: «Formes et traces»
- 1981 Galerie Tecno, Genève: «La pollution aux enchères»
- 1982 Galerie Schindler, Berne: «Kühne Formen»
- 1982 Galerie des Piverts, Thônex, Genève: «Etrange et ambigu: sculptures pliables pour regardeurs et voyageurs»
- 1983 Musée de l'Athénée, Genève: «Le trait, la tache, la trace et la touche». Exposition didactique
- 1983 Galerie lm Augustinum, Stuttgart: «Das Seelische spricht aus den Augen»
- 1984 Centro de Arte y Comunicaciôn, Buenos- Aires, Argentine: «Dialogos por imagenes»
- 1986 Avec Michel Butor à Caran d'Ache, Genève: «Le crayon qui parle»
- 1986 Avec Michel Butor, Galerie Claude Bernasconi, Courtedoux: «Dialogues»
- 1986 Galerie du Soleil, Saignelégier: «Supermarché de l'art». Pèlerinage aux Barrières, Le Noirmont (lieu d'origine du patronyme Joly)
- 1986 Avec Michel Butor à la Galerie du Château de Môtiers: "Guignols de voyage»
- 1986 Centre culturel du Rocher, Nyon: almages doubles, sculptures pliables, Anti-BD et Mandelbrot»
- 1987 Galerie des Bains d'Yverdon: «Mini-scuIptures de coraux et éléphants volants en toile de voile»
- 1988 Galerie Carré noir — Carré blanc, Nyon: « Gestes »
- 1988 Galerie N29, Genève: «Ecritures. Geste, itinéraire entre visages apparus, corps partiels et regards lancés».
- 1988 Musée des Beaux-Arts, Moutier
- 1988 Galerie Hofstetter, Fribourg
- 1988 Galerie Schindler, Berne: «BiId als Tier». Rencontre de Ruth Burri.
- 1989 Foyer du Victoria Hall, Genève: «Mode peinte»
- 1989 Salle Patifio, Genève: «Constellations Butor», œuvres communes Butor-Joly, dialogues textes et images
- 1990 Galerie Angi, Porrentruy
- 1990 Künstlerzentrum Schloss Parz, Grieskirchen, Oberosterreich: «Abfall als Material und Materie»
- 1990 Galerie du Château, Môtiers, Neuchâtel: «Apocalypse» et «Les cavaliers traquant Rousseau», œuvres communes avec Michel Butor
- 1990 Place de la Riponne, Lausanne: «Requiem automobile» en tôle de carrosserie et textes de Michel Butor dispersés au vent
- 1990 Galerie Hofstetter, Fribourg: «Recto-verso pliable»
- 1990 Galerie Susanne Kulli, Berne: «Zeichnung und Bewegung. Langsam wandern die Bâren»
- 1990 Musée de l'Athénée, Genève
- 1990 Galerie Michel et Philippe Reymondin, Genève
- 1991 Galerie Carré Noir — Carré Blanc, Nyon: «700 fleurs, 26 bouquets, 4 jardins» pour le 700e anniversaire de la Suisse, de 26 cantons et demi cantons et 4 langues
- 1991 Galerie Humus, Lausanne: «lmages en dehors»
- 1992 Galerie L'Aurore, Sorens: «Poyas»
- 1992 Galerie Le Raccard, Saint-Luc: «Luc, peintre de la Madone»
- 1992 Ancienne usine SIP, Genève: «Réactions»
- 1992 Centre culturel du Rocher, Nyon: «En rond». Peintures sur disques vendus au cm de diamètre
- 1993 Centre pédagogique Geisendorf, Genève: «Supports aléatoires et limites des genres»
- 1993 Le Manoir de la Ville, Martigny: «Marges»
- 1993 Centre d'art en l'IIe, Genève: «lmages-supports et formes de sculptures de textes»
- 1993 Galerie de Saint-Légier, Saint-Légier: «Keep Dry»
- 1993 Avec Michel Butor, Centro de Arte y Comunicaci6n, Buenos-Aires: «HueIlas de tango»
- 1994 Galerie Artcadache, Vallorbe: «Signes de vie»
- 1994 Centre culturel du Rocher, Nyon: «Ronds pour Noël»
- 1995 Galerie 50 W, Genève
- 1997 Ferme de la Chapelle, Lancy,
- 1997 Galerie du Château de Môtiers: «Regardez-moi, on vous regarde», rencontre de personnages imaginaires dessinés par Luc Joly. Travail en commun inachevé avec Nicolas Bouvier (décède le 17 février 1998)
- 2003 Centre d'art en l'IIe, Genève: « Visages à lire»
- 2004 Gallery Ashyia Garo, Kyoto, Japon
- 2004 Galerie Corps et Scène, Lausanne: «lmages à écouter» Rencontre avec Armando Verdiglione.
- 2005 Galleri Gamla Vaster, Malmb, Suède
- 2005 Galerie Noir Foncé. Genève
- 2006 Gallery Ashyia Garo, Kyoto, Japon
- 2008 Gallery Kerkar Complex, Goa, Inde
- 2008 Gallery Ashiya Garo, Kyoto, Japon
- 2009 Galleri Garnla Vâster, Malmò. Suède

## Expositions collectives
- 1964 Galerie du Théâtre, Genève
- 1964 Musée de l'Athénée, Genève: «lmages peintes»
- 1967 Galerie Zodiaque, Genève
- 1971 Galerie Contemporaine, Carouge
- 1971 Galerie du Port, Rolle
- 1972 Gallery Ankrum, Los Angeles
- 1972 Galerie Loeb, Berne
- 1972 Galerie Art/lnvestigation, Paris
- 1974 Galerie Simon Patiôo, Genève: «Œuvres en plastique»
- 1975 Galerie Den Berg, Genève: «L'art du Mithila. Inde»
- 1976 Galerie Bernstein-Giasullo, Happening on Washington Sq, New york: «Chips of Hint and Postal Events»
- 1977 3e Bienal Internacional de Arte, Valparaiso, Chile
- 1977 8' Biennale Internationale de Tapisserie, Musée Cantonal des Beaux-Arts, Lausanne
- 1978 Galerie Hélian, Montreux
- 1981 Halles de l'IIe, Genève: Inauguration du Centre Culturel: «Le Dessin»
- 1981 Musée Rath, Genève: «Medias mixtes»
- 1982 Galerie Roswitha Benkert, Zürich
- 1984 10e Ann. Canton du Jura, Abbatiale de St-Ursanne
- 1989 Revue Spektrum, Zürich, Nr 123
- 1990 Galerie-Atelier 7, Sion
- 1990 Galerie Saint-Léger (Catherine Clerc), Genève
- 1990 Galerie Paul Bovée, Delémont
- 1990 Centre St-François, Lausanne
- 1991 Galeria Harrods, Buenos-Aires, Calle Florida: Exposé sur "Los dialogos con Michel Butor»
- 1991 Centre international de la mécanique d'art à Sainte-Croix: «Vache d'expo», puis au Musée d'ethnographie de Genève: «Vaches d'utopie»
- 1992 Triennale de sculpture, Lancy
- 1992 Emmentaler Schaukàserei: «Die bleiche Kuhstall$tahlblechkuh»
- 1993 Universitat Puchberg, Wels, Oberòster• reich, Seminar und Gruppenausstellung: «Zufall und Kunst»
- 1994 Universitat Puchberg, Wels. Oberôster- reich, Seminar und Gruppenausstellung: "Vom Chaos zur Kunst»
- 1995 Triennale de sculpture, Lancy
- 1997 Galerie Bianchi. Unterentfelden
- 1998 Galeria Arte X Arte. Buenos-Aires
- 1998 Parz Kontakte. Grieskirchen, Oberôsterreich
- 2000 Galerie Kunstforum, Winterthur
- 2000 Triennale de sculpture, Lancy, Genève
- 2000 Galerie Humus, Lausanne: «Perles d'Eros»
- 2001 Biennale Internazionale dell'Arte Contem-
- poranea, Firenze, Italia
- 2005 Villa Dutoit. Meyrin: «Portraits»
- 2006 Galerie du Soleil, Saignelégier: "Art Incognito»
- 2008 Art Zone Kaguraoka, Kyoto: «Swiss Art Today»
- 2009 Le Noirmont, Ancienne Eglise: «Ex Voto»
- 2009 Galerie du Soleil, Saignetégier: "Art Incognito»
- 2009 Galerie du Soleil, Saignelégier: «Confrontations Xl»
- 2009 Ferme de la Chapelle, Lancy, Genève: "Poids plume»
- 2009 Ecole internationale, Genève: «Journée de la francophonie»
- 2009 Espace L'Aurore, Sorens, Fribourg: "Vingt ans»
- 2009 Groupe Jabrun, Carpentras: «Marathon de l'art»
- 2009 Galerie Editart, Genève: «Post-Scriptum»

## Publications
- Luc Joly, Structure : observer les formes physiques et mentales pour en découvrir l'organisation : créer des formes plastiques et s'exprimer grâce à cette connaissance des structures qu'est la géométrie, La Chaux-de-Fonds, Idéa suisse, 1975 (OCLC 1035579305).
- (es) « EI Primer Lenguaje Es Geometrico », Scientia et Praxis, université de Lima, no 12,‎ 1977.
- Luc Joly, Forme et Signe : une géométrie originelle, Genève, Tricorne, 1983 (ISBN 2-8293-0010-6).
- « Pour les désespérés de la modernité », Espace, Québec, no 4,‎ 1988.
- « Il n'y a plus de sculpture, mais je continue », Espace, Québec, no 5,‎ 1988.
- « Quel art, quelle sculpture ? », Espace, Québec, no 2,‎ 1989.
- Michel Butor et Luc Joly, Tango, Vevey, L'Aire, 1997 (OCLC 38232445).
- « Les Arts et la Graphologie », Bulletin de la Société Suisse de Graphologie, Genève,‎ 1995.
- Luc Joly, Le Con, La Mort... Cahier 1, Cahier 2, Vallorbe, Sidrine, 2001.